# 有神论
有神論被廣泛地定義為相信至高無上的存在或神靈。 在一般的說法中，或與自然神論相比，該術語通常描述一神論（也稱為古典有神論）中發現的經典上帝概念，或多神教中發現的眾神，對上帝或眾神的信仰而不被拒絕。啟示是自然神論的特徵。
無神論通常被理解為不接受或拒絕有神論最廣泛意義上的有神論，即不接受或拒絕對上帝或眾神的信仰。 任何神祇的存在是未知的或不可知的聲稱是不可知論。
三种常见的有神论為：
- 一神论：相信一位神的存在，或是相信神的唯一性。
- 多神论：信仰和崇拜许多神。
- 泛神论：将自然界与神等同起来。

基督教、伊斯兰教、佛教、印度教、道教等等都是有神论，只是對神的解釋與理解則各有不同。

## 參看
- 無神論
- 概率有神論
- 宗教